# Amstel Gold Race 2010
45. edycja kolarskiego wyścigu Amstel Gold Race odbyła się 18 kwietnia 2010 roku. Wyścig wygrał Belg Philippe Gilbert, dla którego była to pierwsza wygrana w typ prestiżowym klasyku, zaliczanym do ProTour. Kolarz Omega Pharma-Lotto wyprzedził na mecie Kanadyjczyka Rydera Hesjedala i Włocha Enrico Gasparotto. 
Wystartowało 177 kolarzy (bez zawodników polskich), a ukończyło 119. Trasa liczyła 259 km. Start wyścigu miał miejsce w Maastricht, meta znajdowała się w Valkenburgu.

## Wyniki
| M-ce | Imię i nazwisko   | Kraj              | Drużyna            | Czas         |
| ---- | ----------------- | ----------------- | ------------------ | ------------ |
| 1.   | Philippe Gilbert  | Belgia            | Omega Pharma-Lotto | 6h 22min 54s |
| 2.   | Ryder Hesjedal    | Kanada            | Garmin-Transitions | + 0.02       |
| 3.   | Enrico Gasparotto | Włochy            | Team Astana        | + 0.02       |
| 4.   | Bert De Waele     | Belgia            | Landbouwkrediet    | + 0.05       |
| 5.   | Roman Kreuziger   | Czechy            | Liquigas-Doimo     | + 0.05       |
| 6.   | Damiano Cunego    | Włochy            | Lampre             | + 0.05       |
| 7.   | Fränk Schleck     | Luksemburg        | Team Saxo Bank     | + 0.07       |
| 8.   | Marco Marcato     | Włochy            | Vacansoleil        | + 0.09       |
| 9.   | Karsten Kroon     | Holandia          | BMC Racing Team    | + 0.11       |
| 10.  | Chris Horner      | Stany Zjednoczone | Team RadioShack    | + 0.11       |